# Punta Sommeiller
De Punta Sommeiller is een 3332 meter hoge berg in de Cottische Alpen op de Frans-Italiaanse grens.
In vroeger tijden heette de berg Monte Balme en Rognosa di Calambra tot deze werd vernoemd naar Germain Sommeiller, de ingenieur die in 1857 de bouw van de Fréjus treintunnel leidde. De bergtop wordt omringd door diverse gletsjers die zich in de laatste decennia in hoog tempo terugtrekken. Ten noordwesten van de top ligt de Col de Sommeiller (3009 m), de hoogst berijdbare bergpas van de Alpen.
De beklimming van de top begint voornamelijk vanuit de berghut Rifugio Camillo Scarfiotti (2165 m) dat in het ongerepte Valle Rochemolles ligt. Een alternatief beginpunt is het Rifugio Levi Molinari (1850 m) dat nabij Exilles in de Susavallei ligt.